# Kathy Castor
Pour les articles homonymes, voir Castor.
Katherine Anne Castor, dite Kathy Castor, née le 20 août 1966 à Miami (Floride), est une femme politique américaine. Membre du Parti démocrate, elle siège à la Chambre des représentants des États-Unis pour la Floride depuis 2007.

## Biographie
Castor est élue à la Chambre des représentants des États-Unis pour le 11e district congressionnel de Floride, incluant une large partie de Tampa, en 2006. Elle est réélue en 2008 et 2010 avant de ravir le 14e district congressionnel aux républicains en 2012, alors que l'État gagne deux sièges au Congrès à la suite du recensement des États-Unis de 2010.
Le 14e district ne couvre en effet plus Fort Myers mais Tampa. Le 3 janvier 2019, alors que les démocrates reprennent la majorité à la Chambre des représentants, Castor devient présidente du nouveau comité sur la crise climatique (House Climate Crisis Committee). Elle est réélue en 2014, 2016, 2018, 2020, 2022 et 2024.

## Sources
- (en) Cet article est partiellement ou en totalité issu de l’article de Wikipédia en anglais intitulé « Kathy Castor » (voir la liste des auteurs).